# Antoni Carné i Parramon
Antoni Carné i Parramon (Sant Vicenç de Castellet, Bages, 1954 - Barcelona, Barcelonès, 6 de setembre de 2015) és un activista cultural català.
Malgrat haver cursat estudis d'arquitecte tècnic, ben aviat es posà a treballar en l'empresa familiar, seguint la petjada del seu pare, dins la indústria picapedrera. Interessat des de jove en l'activisme i el voluntariat social, arribà a ser cap a la Creu Roja a Barcelona, càrrec des del qual va intervenir en la negociació de la sortida d'ostatges en l'Assalt al Banco Central de Barcelona el maig del 1981. Presidí també la Societat Coral del seu poble i, posteriorment, després del seu pas pels Cors d'en Clavé com a cantaire, fou delegat pel Bages a la Federació de Cors de Clavé, a la junta de la qual ingressà, i des d'on fou un dels principals organitzadors de l'Any Clavé (1999-2000). Fou el seu president durant dos mandats, entre els anys 2001 i 2009. Entre altres activitats organitzà, juntament amb Moviment Coral Català, el concert Cants de Pau en el marc del Fòrum Universal de les Cultures Barcelona 2004 i impulsà la recuperació dels cants d'homes a través de les Trobades Internacionals de Cors d'Homes (2005 i 2008). L'any 2005 fundà l'Ens de Comunicació Associativa, del qual fou elegit president fundador, posteriorment redenominat Ens de l'Associacionisme Cultural Català, organització que agrupa una trentena d'entitats i federacions de la cultura popular catalana. En aquest càrrec es va mantenir durant deu anys, fins al començament del 2015. El desembre del 2016 l'ENS creà els Premis Antoni Carné de l'Associacionisme Cultural Català per al reconeixement a la tasca de persones i col·lectius en l'organització i difusió de la cultura popular i l'associacionisme a Catalunya. Amb aquest càrrec va promoure el Primer Congrés de l'Associacionisme Cultural Català, entre el 2007 i el 2008, i va aconseguir el reconeixement de l'ens com a ONG acreditada per la Convenció per a la Salvaguarda del Patrimoni Cultural Immaterial de la Unesco a finals del 2013.